# Gaby Barbey
Gaby Barbey (ou selon le nom de ses époux : Gaby Clericetti et Gaby Moreau) est une patineuse artistique française qui fut six fois championne de France dans les années 1930.

## Biographie

### Carrière sportive
Fille du couple de patineurs Elvira et Louis Barbey, Gaby Barbey n'a dans son enfance aucune attirance pour la glace alors que ses parents l’emmènent régulièrement au Palais de la Glace, seule patinoire de Paris à l'époque. Elle ne se décide à faire du patinage que vers l'âge de 13 ans, grâce à Andrée Joly, et domine le patinage féminin français des années 1930. Elle sera en effet six fois consécutivement championne de France de 1931 à 1936 en succédant à Andrée Joly au palmarès.
Sur le plan international, Gaby Clericetti (du nom de son époux qu'elle épouse vers 1929) a moins de succès, et ne participe qu'à trois grands championnats. Elle ne sera présente que deux fois aux championnats d'Europe (en 1932 à Paris et en 1935 à Saint-Moritz) et une seule fois aux championnats du monde organisés à Paris en 1936 où elle n'obtient qu'une 14e place. Quant aux jeux olympiques, elle n'y concourt même pas, ni aux jeux olympiques d'hiver de 1932 à Lake Pacid, ni aux jeux olympiques d'hiver de 1936 à Garmisch-Partenkirchen. Il est à noter également qu'elle s'essaye au patinage par couples lors des championnats d'Europe de 1935 à Saint-Moritz avec son partenaire Jean Henrion.
En 1937, elle perd son titre de championne de France face à Jacqueline Vaudecrane et passe professionnelle l'année suivante.

### Reconversion
Gaby Clericetti poursuit une carrière professionnelle dans le domaine du patinage en se consacrant exclusivement à l'enseignement au club des Français Volants à Paris.
Après son divorce, elle se remarie et porte le nom de Gaby Moreau.

## Palmarès
| Compétitions en individuelle | 1925 | 1926 | 1927 | 1928 | 1929 | 1930 | 1931 | 1932 | 1933 | 1934 | 1935 | 1936 | 1937 | 1938 |
| Jeux olympiques d'hiver      |      |      |      |      |      |      |      |      |      |      |      |      |      |      |
| Championnats du monde        |      |      |      |      |      |      |      |      |      |      |      | 14e  |      |      |
| Championnats d’Europe        |      |      |      |      |      |      |      | 8e   |      |      | 15e  |      |      |      |
| Championnats de France       | 2e   | 2e   |      | 2e   | 2e   | 2e   | 1re  | 1re  | 1re  | 1re  | 1re  | 1re  | 2e   | 2e   |
|                              |      |      |      |      |      |      |      |      |      |      |      |      |      |      |
| Compétitions en couple       | 1925 | 1926 | 1927 | 1928 | 1929 | 1930 | 1931 | 1932 | 1933 | 1934 | 1935 | 1936 | 1937 | 1938 |
| Jeux olympiques d'hiver      |      |      |      |      |      |      |      |      |      |      |      |      |      |      |
| Championnats du monde        |      |      |      |      |      |      |      |      |      |      |      |      |      |      |
| Championnats d’Europe        |      |      |      |      |      |      |      |      |      |      | 9e   |      |      |      |
| Championnats de France       |      |      |      |      |      |      |      |      |      | 2e   | 2e   |      |      |      |
| Légende : F = Forfait        |      |      |      |      |      |      |      |      |      |      |      |      |      |      |

## Sources
- Raymonde du Bief, Le Patinage, éditions Vigot Frères, 1948
- Alain Billouin, Le Livre d'or du patinage, éditions Solar, 1999